# Tennis als Jocs Olímpics d'estiu de 1900 - Dobles mixtos
La competició de dobles mixtos va ser una de les proves del programa de tennis als Jocs Olímpics de París de 1900. La competició es disputà entre el 6 i l'11 de juliol de 1900, amb la participació de 12 tennistes, repartits en 6 parelles, de 4 nacions.

## Medallistes
| Or                                | Plata                                   | Bronze                                                                                        |
| Charlotte Cooper Reginald Doherty | Equip mixt Hélène Prévost Harold Mahony | Equip mixt Hedwiga Rosenbaumová · Archibald Warden Equip mixt Marion Jones · Lawrence Doherty |

## Classificació
| Posició | Nom                                     | Equip         |
| ------- | --------------------------------------- | ------------- |
| Or      | Charlotte Cooper Reginald Doherty       | Gran Bretanya |
| Plata   | Hélène Prévost Harold Mahony            | Equip mixt    |
| Bronze  | Hedwiga Rosenbaumová · Archibald Warden | Equip mixt    |
| Bronze  | Marion Jones Lawrence Doherty           | Equip mixt    |
| 5       | Georgina Jones Charles Sands            | Estats Units  |
| 5       | Katie Gillou Pierre Verdé-Delisle       | França        |

## Resultats
| Quarts de final | Quarts de final                    | Quarts de final | Quarts de final | Quarts de final |  |  | Semifinals                        | Semifinals                         | Semifinals | Semifinals | Semifinals |  |  | Final | Final                             | Final | Final | Final |
|                 |                                    |                 |                 |                 |  |  |                                   |                                    |            |            |            |  |  |       |                                   |       |       |       |
|                 | H. Rosenbaumová · Archibald Warden | 6               | 3               | 6               |  |  |                                   |                                    |            |            |            |  |  |       |                                   |       |       |       |
|                 | Katie Gillou Pierre Verdé-Delisle  | 3               | 6               | 2               |  |  |                                   | H. Rosenbaumová · Archibald Warden | 3          | 0          |            |  |  |       |                                   |       |       |       |
|                 | Hélène Prévost Harold Mahony       |                 |                 |                 |  |  | Hélène Prévost Harold Mahony      | 6                                  | 6          |            |            |  |  |       |                                   |       |       |       |
|                 | ningú                              |                 |                 |                 |  |  |                                   |                                    |            |            |            |  |  |       | Hélène Prévost Harold Mahony      | 2     | 4     |       |
|                 | Marion Jones Lawrence Doherty      | 6               | 7               |                 |  |  |                                   |                                    |            |            |            |  |  |       | Charlotte Cooper Reginald Doherty | 6     | 6     |       |
|                 | Georgina Jones Charles Sands       | 1               | 5               |                 |  |  |                                   | Marion Jones Lawrence Doherty      | 2          | 4          |            |  |  |       |                                   |       |       |       |
|                 | Charlotte Cooper Reginald Doherty  |                 |                 |                 |  |  | Charlotte Cooper Reginald Doherty | 6                                  | 6          |            |            |  |  |       |                                   |       |       |       |
|                 | ningú                              |                 |                 |                 |  |  |                                   |                                    |            |            |            |  |  |       |                                   |       |       |       |